# João Pedro Pais
João Pedro Pais (Lisboa, 20 de Setembro de 1971) é um cantor e compositor português.

## Biografia
João Pedro Pais nasceu em Lisboa, no dia 20 de Setembro de 1971.  Filho de pais separados estudou na Casa Pia onde esteve entre 1978 e 1989 e onde frequentou o curso de Artes Gráficas e aprendeu música. 
Foi atleta de alta competição de Lutas Amadoras. Em 1989, no Campeonato do mundo de Seniores de Martigny (Suíça), alcançou a oitava posição.
O seu primeiro contacto com o grande público aconteceu através do programa televisivo Chuva de Estrelas, na SIC, onde obteve o segundo lugar interpretando a canção "Ao Passar Um Navio", dos Delfins.
O seu primeiro álbum, Segredos, com produção de Renato Jr., foi editado em 4 de Novembro de1997. O caminho para o disco foi preparado por dois singles, "Ninguém é de Ninguém" e "Louco por Ti", com bastante sucesso. 
Em 1999 foi editado o álbum Outra Vez que atingiu o galardão de disco de platina. As gravações decorreram em Londres nos famosos Townhouse Studios com produção de Luís Jardim. O disco inclui temas como "Nada de Nada" (o primeiro single), "Não Quero Ver-te Chorar", "Deixa Cair", "Ternura" ou "Corri".
É nomeado, pela segunda vez, para os Globos de Ouro na categoria de Melhor Interprete. O tema “Mentira” é também eleito para a categoria de Melhor Canção. 
O disco Falar Por Sinais, editado em 2001, vendeu cerca de 70 mil unidades. O vídeo do tema “Um Resto de Tudo” é gravado em Barcelona e “Não Há” é escolhido para banda sonora de uma telenovela portuguesa. 
Em 2003 foi convidado para fazer a 1ª parte da digressão ibérica de Bryan Adams, com concertos em Barcelona, Madrid, Lisboa, Porto e Guimarães. 
Em junho de 2004 atua na primeira edição do Rock In Rio – Lisboa. Em Novembro de 2004 é editado "Tudo Bem" gravado em Vancouver, Canadá, nos estúdios de Bryan Adams e com os músicos que habitualmente acompanham o artista internacional. O álbum conta, novamente, com produção de Luís Jardim. “Mais Que Uma Vez” e “Tudo Bem” são escolhidos para singles.
Em 2005 e a convite de Jorge Palma, acompanha o músico no tema "Portugal, Portugal" no OPTIMUS Open Air em Lisboa. No Verão do mesmo ano, participa no Festival Sunrise em Albufeira.  Em 2005 voltou a ser convidado por Adams a fazer a primeira parte dos seus três concertos em Portugal.
Em 2006 grava, em conjunto com Mafalda Veiga, o álbum Lado a Lado que leva os dois músicos em digressão. 
Em Novembro de 2008 é editado o álbum A Palma e a Mão. "Um Volto Já" foi o primeiro single. Jorge Palma participa no tema a si dedicado ("Meu Caro Jorge") e Zé Pedro colabora na canção "Palco de Feras" dedicada aos Xutos & Pontapés. Pedro Abrunhosa escreveu a letra da canção que dá título ao disco). 
Em 2009 grava no Coliseu dos Recreios, em Lisboa, o seu primeiro disco ao vivo denominado precisamente O Coliseu.
O álbum "Desassossego" foi editado em 10 de dezembro de 2012. O disco foi produzido por João Martins Sela, misturado por Adam Kasper e conta com a participação de Mónica Ferraz, Carlos Nobre (Pacman), Mário Delgado, Alexandre Frazão, entre outros. Os temas em maior destaque foram "Havemos De Lá Chegar" e "Isto Do Amor". 
No dia 20 de Novembro de 2015, lança "Identidade", o seu 7º álbum de originais.
Em Novembro de 2017, João Pedro Pais fez 20 anos de carreira que comemorou com um novo disco "20 Anos", um concerto esgotado no CC Olga Cadaval, em Sintra, dois concertos esgotados na Casa da Música no Porto, e dois concertos esgotados no Coliseu de Lisboa. 

## Discografia
Entre a sua discografia encontram-se: 
- Segredos (1997)
- Outra Vez (1999)
- Falar por Sinais (2001)
- Tudo Bem (2004)
- Lado a Lado - com Mafalda Veiga (2006)
- A Palma e a Mão (2008)
- O Coliseu (DVD ao vivo) (2010)
- Desassossego (2012)
- Identidade (2015)
- 20 Anos (2017)
- Confidências (de um homem vulgar) (2019)

## Prémios e reconhecimento
Em 2000, recebeu dois Globos de Ouro: um na categoria de para "Melhor Interprete Individual" e outro para "Melhor Canção", pela sua canção "Não há". 
Em  2016 recebeu uma estrela em sua homenagem no Muro da Fama - Nirvana Studios. 

É autor da canção És do Mundo, uma das 150 canções, que constam na antologia As Palavras das Canções, organizada por João Calixto, editada com o apoio da Sociedade Portuguesa de Autores. 

## Ligações Externas
- SPAUTORES | Lugar dos Novos: João Pedro Pais entrevistado por Ana Aranha (2019)